# Indice kauri-butanol
L'indice kauri-butanol (IKB) est un indice sans dimension qui mesure le pouvoir solvant d'un solvant hydrocarboné. Il peut être mesuré selon la norme ASTM D1133. Plus la solubilité est élevée, plus l'indice kauri-butanol est élevé. Les solvants faibles sont entre environ 10 et 20, les solvants forts tels que les solvants chlorés peuvent atteindre des valeurs dans la gamme des centaines. Cet indice est une alternative au point d'aniline. 

## Détermination
L'indice est déterminé par le point de trouble du titrage par le solvant étudié d'une solution standard de résine de Kauri dissoute dans du butanol.

## Exemples
| Solvant                               | Indice kauri-butanol |
| ------------------------------------- | -------------------- |
| Décafluoropentane                     | 9                    |
| Méthylnonafluorobutyléther            | 10                   |
| R-225 (Dichloro pentafluoropropane)   | 31                   |
| 1,1,2-Trichloro-1,2,2-trifluoroéthane | 31                   |
| 1,1-Dichloro-1-fluoroéthane           | 56                   |
| Propane-2-Ol                          | 80                   |
| Perchloroéthylène                     | 90                   |
| 1,1,1-Trichloroéthane                 | 123                  |
| 1-Bromopropane                        | 126                  |
| Trichloréthylène                      | 129                  |
| N-Méthyl-2-pyrrolidone                | > 300                |